# Hastur Lord
Hastur Lord est un roman non traduit du Cycle de Ténébreuse, écrit par Deborah J. Ross d'après les ébauches et les notes de Marion Zimmer Bradley, publié en 2010.